# Иосиф (Волчанский)
Архиепископ Иосиф Волчанский (ум. 1745) — епископ Русской православной церкви, архиепископ Московский и Владимирский.

## Биография
Время и место рождения неизвестны, вероятно происходил из малороссийской шляхты. Был братом Могилёвского епископа Иеронима (Волчанского). В 1710 году окончил полный курс Киево-Могилянской коллегии. 
В 1721 году упоминается игуменом Киево-Братского Богоявленского монастыря. Был префектом Киевской духовной академии, затем ректором.
С марта 1727 года — архимандрит Киевского Пустынно-Николаевского монастыря.
30 декабря 1735 года хиротонисан во епископа Мстиславского, Оршанского и Могилёвского.
С 1 сентября 1742 года — архиепископ Московский и Владимирский. Это был первый архиерей Московской епархии, которая до него, со времени учреждения Правительствующего Синода (22 февраля 1711 года), управлялась коллегией, подчиненной Синодальной конторе.
С 18 марта 1743 года — член Святейшего Синода.
Архиепископ Иосиф вступил на московскую кафедру 21 марта 1743 года в должности первоприсутствующего Московской синодальной конторы. Имел резиденцию в Донском монастыре.
Скончался 10 июня 1745 года. Погребен в Чудовом монастыре. Могила утрачена.